# Объединённая конгрегационалистская церковь Христа на Маршалловых Островах
Объединённая конгрегационалистская церковь Христа на Маршалловых Островах (англ. United Church of Christ – Congregational in the Marshall Islands, UCCCMI) — протестантская христианская деноминация на в Океании.
Церковь насчитывает около 40 000 членов, является крупнейшей религиозной группой на Маршалловых Островах, на которую приходится около 55 процентов населения.
Церковь уходит своими корнями в христианскую миссионерскую деятельность, начатую на Маршалловых островах в 1857 году Американским советом уполномоченных по иностранным миссиям, который основал конгрегационалистские церкви на всех островах. В 1957 году, когда в США была организована Объединённая Церковь Христа, церкви на Маршалловых Островах были её составляющими. Церковь стала автономной от американской церкви в 1972 году и приняла свое нынешнее название. В 1985 году от церкви отделилась группа верующих, которая образовала организацию «Реформатская конгрегационалистская церковь».
Церковь имеет 32 общины на Маршалловых островах и насчитывает 52 пастора. У церкви также есть общины в Лос-Анджелесе, Гонолулу и Юджине, штат Орегон, США. Церковь управляет девятью начальными школами, четырьмя средними школами, Теологическим колледжем Маршалла (англ. Marshalls Theological College), учебным заведением для христианских пасторов.
Церковь является членом Всемирного совета церквей, Всемирного сообщества реформатских церквей, поддерживает миссионерские связи с Объединенной Церковью Христа, церковью «Ученики Христа» в США и Пресвитерианской церковью Тайванья.